# 反客為主
「反客爲主」是兵法三十六計的第卅計。
原文為：「乘隙插足，扼其主機，漸之進也。」
按曰：「為人驅使者為奴，為人尊處者為客，不能立足者為暫客，能立足者為久客，客久而不能主事者為賤客，能主事則可漸握機要，而為主矣。故反客為主之局：第一步須爭客位；第二步須乘隙；第三步須插足；第四足須握機；第五步乃成功。為主，則並人之軍矣；此漸進之陰謀也。如李淵書尊李密，密卒以敗；漢高視勢未敵項羽之先，卑事項羽，使其見信，而漸以侵其勢，至垓下一役，一舉亡之。」

## 戰爭實例
東漢末年，劉璋為益州牧，因與漢中的張魯有仇，需時常提防張魯來犯。屬下張松獻計邀請荊州劉備入蜀協助抵禦張魯，此計深得劉璋認同，雖有黃權、王累等人勸諫，但劉璋一概不聽，執意邀請劉備入蜀。劉備入蜀以來廣結眾心、講信修睦，後尋機與劉璋正式反目，與劉璋交戰數年；直至建安十九年（214年）劉璋不敵，舉州投降劉備。劉備由此完成了諸葛亮《隆中對》戰略中重要的一部分。